# Lydos (peintre de vases)
Pour les articles homonymes, voir Lydos (homonymie).
Lydos (en grec ancien : Λυδός) est un peintre de vases grecs à figures noires. Il a été actif à Athènes au milieu du VIe siècle av. J.-C. Son nom veut dire le « Lydien », ce qui ne signifie pas nécessairement que c'est lui-même qui venait de Lydie.

## Production
Lydos et son atelier, Amasis et Exékias représentent l'apogée de la céramique attique à figures noires.
Deux vases signés de Lydos sont parvenus jusqu'à nous. L'un de ces vases est un dinos fragmentaire découvert sur l'Acropole d'Athènes ; l'autre est un cratère à colonnettes représentant le retour d'Héphaistos qui se trouve au Metropolitan Museum of Art, à New York. Un groupe de vases assez important, qui présentent une homogénéité stylistique, peut être attribué à Lydos ou à son atelier.
Un vase est exposé au musée de Chypre à Nicosie (guide audio 313)[source insuffisante].